# ناثان كوغان
ناثان كوغان (بالإنجليزية: Nathan Kogan)‏ هو عالم نفس أمريكي، ولد في 2 مايو 1926، وتوفي في 28 أبريل 2013.